# Hor-chered
Hor-Chered (auch Har-chered) ist als altägyptische Gottheit eine Bezeichnung des Horus als Kind. Er trat in der griechisch-römischen Zeit als Nebenform des Harpokrates auf. Hor-chered ist beispielsweise auf einer Holztafel in Sakkara belegt, ansonsten jedoch seltener.